# Delfins
Os Delfins são uma banda pop rock portuguesa, de Cascais, formada em 1981.

## Percurso

### Primeiros integrantes
Delfins são um grupo musical português formado em 1981 por Fernando Cunha (guitarra e voz), João Carlos (baixo), Silvestre (teclas). A estes juntaram-se Miguel Ângelo (voz), no ano seguinte, e Pedro Molkow (bateria), em Janeiro de 1983. A prestação de serviço militar leva ao afastamento de João Carlos e à sua substituição por Carlos Brito de Sá (que sai para se juntar aos Astronautas, banda fundada por João Carlos) e este por Rui Fadigas. O baterista Jorge Quadros também entrou para o lugar de Pedro Molkow.

### Década de 1980
Gravaram o primeiro, single, "Letras" para a editora Fundação Atlântica. Em Maio de 1985 o grupo apresenta-se no Rock Rendez-Vous. Nesse mesmo ano concorrem ao Festival RTP da Canção com o tema "A Casa da Praia", que é posteriormente gravado para um segundo single. Nessa edição do festival concedem-lhes o último lugar da classificação, e a sua participação viria a provocar algum retraimento na imprensa, que desconfia desde logo da banda.
Em Julho de 1986 entram em contacto com o teclista dos Heróis do Mar, Carlos Maria Trindade, para que este assumisse o papel de produtor do grupo. Dois meses depois gravam as maquetas do que será o seu primeiro LP e viajam até Cáceres, em Espanha, para actuarem num festival luso-espanhol, ao lado dos Xutos & Pontapés, Heróis do Mar e Mler Ife Dada. Em Outubro arriscam uma produção independente, com o consentimento do irmão do guitarrista, António Cunha, entrando nos estúdios de Paço de Arcos acompanhados por alguns convidados - Maria Leon e os Sétima Legião asseguram os coros e Enzo toca piano.
No início de 1987 tocam na Aula Magna, em Lisboa, vão ao Porto e a Alcobaça e em finais de Janeiro fazem na discoteca Coconuts, em Cascais, para a pré-apresentação do seu primeiro álbum, cuja edição viria a ser adiada para Abril, já que após um encore particularmente bem-sucedido, os músicos e produtor decidiram voltar a estúdio para incluir no álbum uma versão da "Canção do Engate", original de António Variações, música que seria posta a circular nas pistas de dança de todo o país ao longo desse Verão, após a publicação do disco. O primeiro álbum, Libertação, saiu com etiqueta da EMI e foi muito bem recebido pela crítica, alcançando boas posições nos tops de vendas e radiofónicos e em Julho o grupo é contactado pela RTP para a gravação de dois videoclipes, para os temas "Canção do Engate" e "Baía de Cascais".
No ano seguinte, 1988, os Delfins lançaram o disco U Outro Lado Existe, tendo Carlos Maria Trindade como produtor. Como convidados, para além de Trindade (que faz com o grupo alguns concertos a norte após o abandono de António Silvestre, primeiro teclista da banda), Paulo Pedro Gonçalves na guitarra e Leonel Cardoso no saxofone. Começou a ser apresentado ao vivo ainda antes da sua publicação, durante a digressão Arriba- Tejo/88, onde o grupo se fez acompanhar por um teclista que também reside em Cascais, Nuno Canavarro. O disco provocou clamorosos elogios por parte da imprensa, que lhe chama "o mais surpreendente disco português da época" e deu abrigo a uma das ideias fortes deste trabalho, a contestação à obrigatoriedade do serviço militar, nomeadamente no tema "Bandeira", que acaba por se transformar num hino de juventude e publicado em maxi-single, com uma dedicatória a todos os soldados que morreram em 1988, comandos e não só.
Durante semanas, o tema "1 Lugar so Sol"  figurou no primeiro lugar do top radiofónico, que entretanto tinha sido regravado em estúdio juntamente com "Sombra de uma Flor" e "1 Só Céu" 3, temas do LP com arranjos musicais completamente diferentes e com produção do guitarrista Fernando Cunha. Os Delfins tornaram-se assim o primeiro grupo português a ousar recorrer da atenção mediática que a sua posição editorial permite para intervirem socialmente. No início de 1989, uma apresentação do grupo em Lisboa no Festival Sons do Parque, Nuno Canavarro despede-se do grupo enquanto teclista convidado e Fernando Cunha convida para o seu lugar Luís Sampaio, vindo dos extintos Radar Kadafi. E, com isto, a formação do grupo estabiliza-se. No entanto isso não os impediu de contratarem um violinista, David D., para alguns dos imensos espectáculos desse ano dos quais se destacam o Printemp de Bourges, a Aula Magna, em Lisboa, e o Festival de Sagres, com os Xutos & Pontapés.

### Década de 1990
Em 1990 rescindem contrato com a EMI-Valentim de Carvalho assinando com a BMG, sendo a primeira banda a inaugurar o catálogo nacional desta editora. Lançam nesse mesmo ano o álbum Desalinhados, produzido por Fernando Cunha, que incluiria entre outros a "Marcha dos Desalinhados" [carece de fontes?], "Se Eu Pudesse um Dia", "Nasce Selvagem" além de uma cover dos Roxy Music "Song For Europe". A 29 de Setembro desse ano o grupo actua diante de 50 000 pessoas no antigo Estádio de Alvalade, na primeira parte do concerto de Tina Turner, onde apresentam duas novas vozes as irmãs Dora e Sandra Fidalgo. O Diário de Notícias escreveria na altura que os Delfins podiam-se congratular por terem sido o primeiro grupo português a mexer com tamanha multidão. É o ano que marca a abertura do famoso Jonnhy Guitar com uma actuação surpresa pelos Delfins para 30 pessoas. A passagem de ano no Terreiro do Paço, transmitida pela TV2 não podia passar sem o grupo que além de interpretarem os seus próprios temas, serviu de banda suporte à recreação de várias canções pop nacionais, actuando juntamente com os Xutos & Pontapés, os Ban e Lena d'Água
Em 1991 Fernando Cunha e Miguel Ângelo envolvem-se no mega projecto Resistência. Apesar disso o grupo continuava a ser bastante cobiçado por adolescentes de todo o País. A primeira parte dos seus espectáculos era preenchida com a actuação dos Lobo Meigo. Carlos Maria Trindade abandonou a colaboração com os Delfins, antes de se finalizar a digressão "Desalinhados" com dois concertos: no Pavilhão Carlos Lopes (Lisboa, 29 de Junho) e no Coliseu do Porto (5 de Julho) onde se celebra a marca de disco de prata, o primeiro galardão do grupo. Ao mesmo tempo a antiga editora, EMI, publica em CD a compilação dos dois primeiros discos do grupo sob o título 1 Só Céu. Este título deixou muitas marcas na carreira dos Delfins, e talvez por isso foi escolhido para dar nome ao novo emprendimento de Fernado Cunha e Miguel Ângelo - um estúdio em Cascais, reaproveitando três antigas garagens subterrâneas. Apresentam-se na Festa do Avante! e o espectáculo é um êxito.
Em meados de 1992 o baixista Rui Fadigas é temporariamente substituído por Pedro Ayres Magalhães ao longo desse ano e é, com essa formação que o grupo se apresenta em Sevilha para um outro grandioso concerto na Expo-92. Mas o trabalho com Pedro Ayres viria a conhecer novos rumos, evoluindo para aquele que foi o seu primeiro disco gravado nos estúdios 1 Só Céu com novamente a produção de Fernando Cunha e a assistência técnica de Jonathan Miller - o triplo álbum e duplo CD Ser Maior - uma História Natural, um longo álbum que evoca as paisagens místicas de Sintra e da costa marítima de Cascais ao longo de uma narrativa iniciática em que o golfinho se transforma em homem. Rui Fadigas regressa a tempo de participar nas gravações. O álbum foi publicado em Julho de 1993 e apresentado à imprensa num espectáculo surpresa sobre o Tejo, numa espécie de ritual iniciático, e depois ao público no Portugal ao Vivo, para 40 mil pessoas. Tocam em Paris, no famoso Zénith, ao lado da Resistência. Criam um espectáculo multimédia para o Teatro da Trindade, em Lisboa, e esgotam três noites consecutivas. É, sem dúvida, um espectáculo diferente, só com as canções do disco, seguindo o alinhamento, Acto I e Acto II.
O realizador José Pinheiro leva o grupo depois até à praia da Ursa com a sua equipa para registar o videoclip de "Ao passar um navio"  que inclui imagens subaquáticas. A teatralidade do espectáculo Ser Maior terá inspirado o convite do encenador Carlos Avilez e levou o grupo a participar na peça Breve Sumário da História de Deus de Gil Vicente, estreada em Cascais no mesmo local que Avilez levara à cena 20 anos antes.A peça vai a palco 33 vezes, as vezes que o cantor é crucificado no tecto do teatro, antes da ressurreição e do cântico final de "Solta os Prisioneiros". Sai o disco Breve Sumário da História de Deus - banda sonora original, com produção de Fernando Cunha. Participam na colectânea e espectáculo "Filhos da Madrugada", em homenagem a Zeca Afonso, onde os Resistência também dão o seu último espectáculo. "Vejam Bem" é a canção escolhida e transformada em ambient-pop, com produção também de Fernando Cunha e a ajuda preciosa de Doctor J, elemento dos USL (Undergroud Sound of Lisbon).
Em 1995 é o ano em que Sandra Fidalgo abandonou o grupo, deixando a sua irmã entregue aos Delfins é um ano de balanço sendo ao mesmo tempo o melhor ano da carreira do grupo até então. Constantes solicitações para concertos, uma ida a Macau (que teve gravação de um programa especial para a TDM - televisão de Macau) e a conhecida participação na série de concertos "Portugal ao vivo 2" no Estádio do Bessa. Lançam ainda a compilação "O Caminho da Felicidade" que se torna um dos dos discos mais vendidos em Portugal. O tema de maior sucesso foi "Sou Como Um Rio", produzido nos estúdios 1 Só Céu por Fernando Cunha.
Da extensa digressão saliente-se uma visita ao Brasil abrindo o show de Fernanda Abreu, no Rio de Janeiro, em plena praia Carioca aproveitando para realizarem um clip-versão brasileira de "Sou como um Rio" sem dúvida um dos maiores êxitos nacionais de sempre.Vencem dois dos Globos de Ouro da SIC na sua primeira edição: as de Melhor Grupo Nacional e melhor música com o tema "Sou como Um Rio".
O final da extensa digressão que passou pelo Festival Bock Super Rock em Lisboa, é assinalado com um belo concerto em plena Baía de Cascais transmitido em directo na Antena 3 e filmado e emitido pela SIC no réveillon.
O grupo foi ainda convidado para fazer a banda sonora de um filme português "Adeus Pai" de Luís Filipe Rocha e de imediato parte para uma digressão internacional com algo em mente: a gravação de um novo disco de originais por todos os países onde passassem, numa autêntica operação móvel! Suíça, África do Sul, Salvador da Bahia, São Paulo, Rio de Janeiro e Londres, foram as cidades escolhidas para as gravações do álbum
O sucesso repete-se com esse novo disco "Saber Amar" , com produção de Fernando Cunha, lançado em Dezembro de 1996 chegando a atingir as 4 platinas . Na sequência disso o grupo faz uma nova digressão no ano seguinte que passou por diferentes países como Brasil, Alemanha, Suíça, França, Luxemburgo e Inglaterra ficando particularmente contentes com um espectáculo na Brixton Academy em Londres. No âmbito do sucesso do primeiro Best-of o grupo viria a esgotar 3 noites seguidas o Coliseu dos Recreios, para uma orquestra pop agora enriquecida com 3 metais, um percussionista recrutado no Brasil e integrado no grupo (Castora) e um segundo guitarrista (Rogério Correia, mais tarde dos Caravana). Uma digressão onde o grupo consegue realizar um sonho antigo: produzir os próprios espectáculos, juntamente com a União Lisboa, e sair para a estrada com uma equipa de quase 50 pessoas, mantendo sempre o mesmo palco, os cenários e os técnicos.
Tocam em estádios e ao ar livre para grandes multidões, não passando pelos pequenos recintos. Voltam a ser premiados com o Globo de Ouro de Melhor Grupo Nacional. O final da digressão realiza-se no Coliseu do Porto,em duas noites, com os brasileiros Barão Vermelho na primeira parte. Estes espectáculos tornam-se bastante emocionais devido à saída de Dora, que também decide parar e ser mãe. É no fim de um longo e suado percurso que decidem fazer um intervalo.
Em 1998 foi lançado o álbum em castelhano Azul como tentativa de internacionalização e fazem a digressão "Planeta Azul" com passagem pela Expo 98 de Lisboa, no Parque das Nações
1999 foi um ano dedicado às digressões a solo de Fernando Cunha e Miguel Ângelo ambos com produção assinada pelo guitarrista, num espectáculo misto criado para o efeito. Mais teatral, a remeter-nos para uma sala de estar de cada uma das nossas casas, onde tudo e nada se passa, Fernando Cunha e os Invisíveis abrem os serões de «Marginal», nome dado à apresentação sui generis das canções de «Timidez».
Os Delfins começam a preparar um novo disco, recolhendo-se para isso em Cinfães do Douro, durante um mês, isolados do mundo. O título de trabalho do novo disco de originais é 7, por ser exactamente o sétimo disco de originais gravado pela banda. O grupo toca em Barcelos em vésperas de novo milénio, num espectáculo que assinala a despedida de Emanuel Ramalho, baterista do grupo desde Setembro de 1991.

### Década de 2000
No ano 2000 é editado o disco 7 que não é tão bem recebido.
Jorge Quadros regressa aos Delfins , depois de um afastamento de quase nove anos. Sai em Fevereiro aquele que seria o primeiro single do novo disco: "Hoje". O tema é bem aceite, de modo unânime, e estreia-se na Internet com um net-vídeo exclusivo, realizado por José Pinheiro. O novo disco, entretanto rebaptizado del7ins, é finalizado na Holanda, com produção de Fernando Cunha e assistência técnica de Matt Butler. Ao contrário de "Hoje", que é considerada uma das melhores canções do grupo, o segundo single, sobre o qual recaem todas as atenções, é o polémico "Sharon 7tone", alvo de inúmeras críticas, que se torna no tema mais controverso da carreira do grupo, porventura a sua canção «maldita»...
A «Tempestade» continua, e em Setembro os Delfins aceitam gravar o tema principal de um novo e revolucionário programa que se preparava para aterrar em território luso: o Big Brother. Durante o programa, uma subida e descida à casa mais vigiada do país, através de um palco montado numa grua, representou para os mais cépticos «a queda de um anjo»...
No ano seguinte o grupo volta-se para dentro, e despede-se do percussionista Castora e da cantora Nicole. Inicia, no Inverno, uma digressão intimista em teatros e auditórios, intitulada «As Outras Canções». E é realmente de outras canções que se trata, visto a lista de temas de cada noite incidir não sobre os singles, mas sobre os temas de álbum que raramente vêm as luzes do palco nas digressões de Verão. Cada cidade escolhe, via Internet, as canções que quer ouvir na sua noite, o que torna este espectáculo muito especial e sempre diferente. A própria participação do público, entre histórias de carreira contadas por todos os elementos dos Delfins, faz de cada serão um encontro nada habitual entre o grupo e o seu heterogéneo público
2002 marca o regresso a estúdio, volta a escrita de canções a ser a prioridade. Babilónia é o oitavo disco de originais do grupo, de novo produzido pelo guitarrista Fernando Cunha e é ouvido como um disco «à Delfins», ainda que com uma desenvolvida abordagem electrónica. Ainda antes da saída de Babilónia, o grupo não perde tempo e escreve 3 temas originais e exclusivos para a novela da TVI Tudo por Amor («Podes perguntar-me», «Vais e vens» e «A Vida é bela»), e pouco depois o hino oficial da Selecção Nacional no Mundial de futebol, «Portugal a Cantar», que conta com a participação de Tim, Olavo Bilac, João Braga, Miguel Gameiro e António Chainho, entre outros, além dos próprios Delfins. Miguel Ângelo participa ainda na 1.ª edição de Portugal a Cantar, um conjunto de espectáculos sazonais, a seis vozes, que junta num palco itinerante várias vozes e canções portuguesas. Esse espectáculo viria a ficar registado num CD ao vivo do espectáculo realizado nos jardins do Casino Estoril.
O grupo desloca-se a Timor, para a festa de Independência a 20 de Maio, e toca para dezenas de milhar de pessoas em Tacitolo, durante a cerimónia, lado a lado com nomes provenientes de todo o mundo.
Sai Babilónia em 29 de Outubro. O primeiro single é a cover de «Babylon», de David Gray.
De volta a Portugal, estreia no Coliseu de Lisboa a digressão «Lótus Rádio», a 28 de Fevereiro 2003. Tal como outros espectáculos anteriores – «Ser Maior», «Breve Sumário da História de Deus» - «Lótus Rádio» assenta num conceito: uma emissão de rádio exclusivamente preenchida por canções portuguesas. Numa primeira parte a rádio emite maquetes de bandas novas, identificadas em vídeo, numa segunda os Delfins misturam as canções de «Babilónia» com temas de António Variações, José Afonso, Eduardo Nascimento... No Coliseu passam também pelo palco e como convidados Jorge Palma, Flak, Ana Deus (Ban, Três Tristes Tigres), Pedro Oliveira (Sétima Legião) e Rui Pregal da Cunha (Heróis do Mar). «Lótus Rádio» é um espectáculo multimédia que percorre o país, e visita também o Rivoli do Porto, filmado na íntegra, e que serve de base para o vídeo do novo single, "Amanhã".
Os Delfins rescindem com a sua editora dos últimos 13 anos, BMG, e editam, o seu 1.º DVD pela Som Livre: «Baía de Cascais 96 – O Caminho da Felicidade Ao Vivo», que conquista o galardão de Ouro logo à partida.
Em Dezembro, sai o vol.2 das colectâneas O Caminho da Felicidade o segundo Best-of - desta vez tingida a vermelho – que contém, além de todos os singles do grupo desde 1996, 2 temas originais e uma nova versão de «1 Lugar ao Sol». "Ouve" é o single original que serve de apresentação a este O Caminho da felicidade II.
Já no ano seguinte, em meados de Janeiro inicia-se o ano CO20 (Comemoração Oficial 20 Anos de Carreira) com um espectáculo de apresentação no Santiago Alquimista, Lisboa. Os Delfins participam depois na Operação Triunfo II, visitam a escola e cantam, ao vivo, numa das finais, contando com a prestação de dois alunos no tema single "Ouve".
Em Abril têm início os espectáculos temáticos dedicados exclusiva e cronologicamente aos discos originais da banda. São recuperados pelos Delfins os arranjos originais dos temas e convidados aqueles que na altura, de uma forma ou doutra, estiveram ligados ao grupo. Em Junho arranca a digressão «O Caminho da Felicidade II», com apoio da Rádio Comercial, em território nacional, depois de uma ante-estreia dupla em Toronto, Canadá, onde o grupo não voltava desde 1998. Festejando o Euro 2004, a digressão passa por todas as cidades dos estádios, em dias de jogo, nos euródromos das praças principais. A digressão encerra em Setembro, como 2.º espectáculo de abertura do Free Port, em Alcochete, perante uma plateia lotada de 7 mil pessoas
Os Delfins, em 2005, passam a ser representados pela agência e management Magic Music, e iniciam a sua 1.ª digressão acústica em 20 anos, De Corpo e Alma. É uma digressão que passa por 20 localidades, destinando-se apenas aos cine-teatros e auditórios, e que revisita a carreira do grupo em formato acústico. A 4.ª data, o regresso do grupo a Sintra, no Centro Cultural Olga Cadaval, esgota com uma semana de antecedência. No final desse ano marca a edição do primeiro disco ao vivo resultante desse mesma digressão e também o 2.º DVD com o espectáculo do auditório do Centro Cultural de Belém realizado nesse ano. Ainda durante esse ano, são ainda convidados para fazerem o hino oficial das comemorações do centenário do Sporting que se chama "Leão de Fogo". A ideia acústica teve continuidade no ano seguinte com mais 15 espectáculos em auditório e cine-teatros espalhados pelo País. Nesta segunda etapa da digressão acústica "De Corpo e Alma" tinha a particularidade de serem apresentados temas que iriam fazer parte de um novo disco de originais, ainda antes de serem gravados
No final da digressão em Outubro de 2006 o grupo viaja até Inglaterra para gravar o novo disco nos Estúdios The Ecology Rooms em Dover trabalhando com o conceituado produtor Chris Tsangarides .
O disco que se viria chamar simplesmente "Delfins" tem saída em Abril de 2007 marca uma nova sonoridade no grupo Powerpop recriando o estilo que já vigorou num passado. O disco é apresentado nesse mês no Musicbox em Lisboa abrindo uma série de espectáculos por café-concertos pelo País. Apesar de um novo disco com uma nova sonoridade, o grupo estranhamente manteve-se afastado dos grandes eventos ,nomeadamente a nível dos vários festivais de Verão, realizados em Portugal.
No ano seguinte, a banda grava  ao vivo no auditório da RFM. Este CD, antecipava algumas músicas do futuro álbum de originais juntamente com alguns clássicos da banda!Gravado no auditório da RFM, inclui temas que foram emitidos ao vivo a 19 de Abril e gravados durante a semana de preparação de emissão no auditório.
É neste ano que tocam pela primeira vez em pleno alto mar num cruzeiro a Marrocos.

### A separação
Em 7 de Julho de 2008 anunciaram que decidiram terminar a sua carreira e abandonar os palcos em 2009, quando completam 25 anos de actividade.
Fernando Cunha anunciou nessa mesma data o seu abandono dos concertos da banda, sendo entretanto substituído por Mário Andrade na guitarra.
O último concerto dos Delfins foi em 31 de Dezembro de 2009 em Cascais. Este último ano de estrada terá pelo menos mais duas grandes produções no final do ano com o regresso aos Coliseus, depois de alguns anos de ausência. Primeiro a 10 de Outubro na mais emblemática sala da capital o Coliseu dos Recreios, e depois a 14 de Novembro no do Porto.
O último ano de existência do grupo com a grande digressão "25 anos, 25 êxitos e um abraço" marca  igualmente o regresso da banda a Macau, em finais de Outubro.
Uma pequena digressão por auditórios e cineteatros durante o Outono para a grande recta final encontra-se em fase de estudo.
Mas antes disso, em Dezembro de 2008 saiu o último álbum de originais dos Delfins, A Solidão do Sonhador e Outros Voos do Grande Urso Branco que conta com alguns músicos convidados como João Mosk, Luís Raimundo ou Magala. "Há uma Razão" é o primeiro single extraído deste álbum.
A 25 de Agosto de 2019, os Delfins reuniram-se para um concerto especial no encerramento das festas do Mar em Cascais. 

### O regresso
A banda regressou no ano de 2024, com concertos no Porto e em Lisboa, de forma a celebrar os seus 40 anos. 

## Discografia

### Álbuns
- 1987 - Libertação (CD 1993, EMI)[1]
- 1988 - U Outro Lado Existe (CD 1993, EMI-Valentim de Carvalho)[2]
- 1990 - Desalinhados (CD, BMG Portugal)[3]
- 1993 - Ser Maior - Uma História Natural (CDx2, BMG Portugal)[5]
- 1994 - Breve Sumário da História de Deus (CD, BMG Ariola)[6]
- 1996 - Saber Amar
- 2000 - Se7e
- 2002 - Babilónia
- 2007 - Delfins
- 2008 - A Solidão do Sonhador e Outros Voos do Grande Urso Branco

### Álbuns ao vivo
- 2005 - De Corpo e Alma - Acústico!
- 2008 - Delfins@RFM:Radio Sessions
- 2010 - 25 Anos, 25 Êxitos, 1 Abraço

### SingleseEP

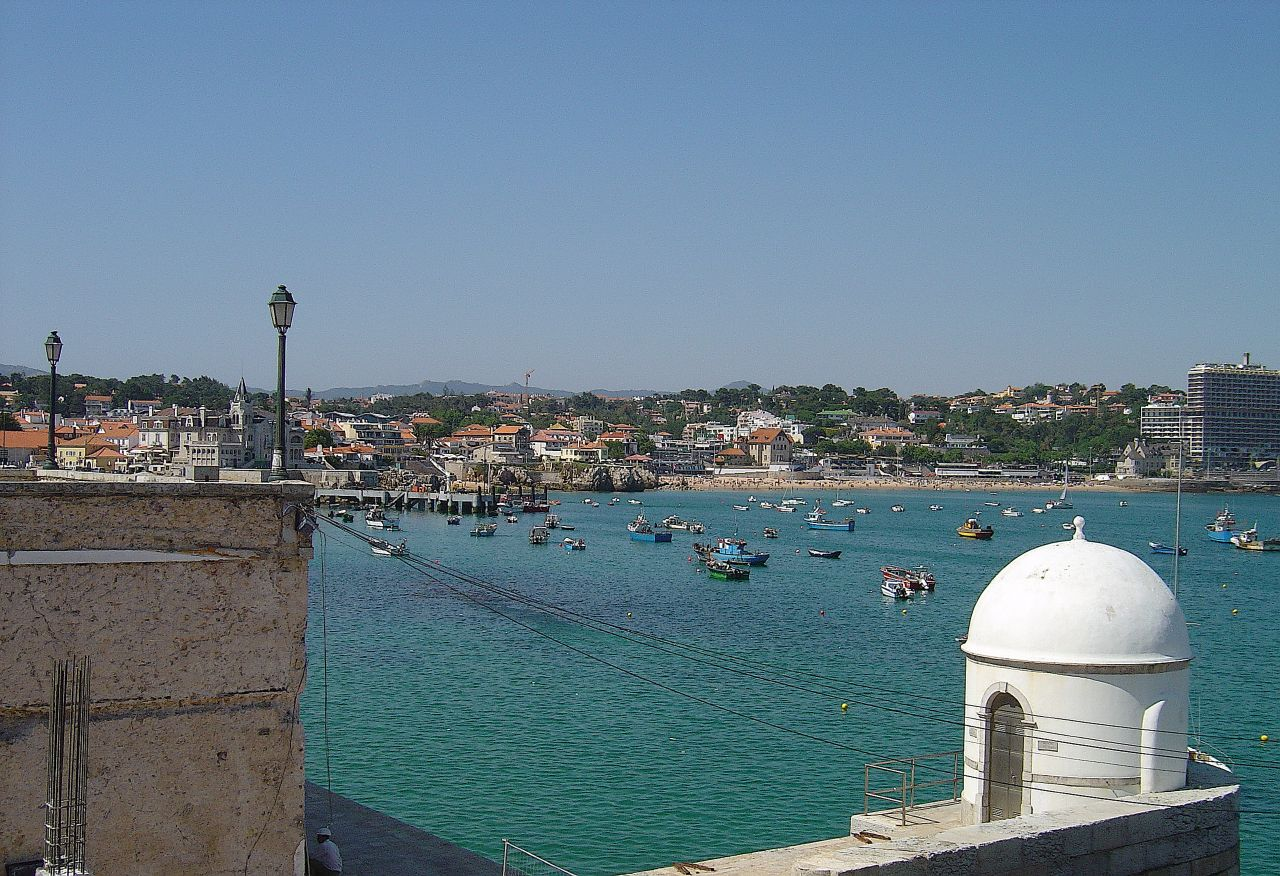
A baía de Cascais serviu de inspiração para uma das músicas mais famosas da banda.

- 1984 - Letras / O Vento Mudou (Cover de Eduardo Nascimento)
- 1984 - O Vento Mudou (Cover de Eduardo Nascimento) / Letras
- 1985 - A Casa da Praia
- 1987 - Libertação
- 1987 - O Caminho da Felicidade
- 1988 - Bandeira (Versão Combate)
- 1988 - U Outro Lado Existe
- 1988 - 1 Lugar ao Sol / 1 Só Céu
- 1991 - Se Eu Pudesse Um Dia...
- 1993 - Ao Passar um Navio
- 1993 - Ser Maior - Uma História Natural
- 1995 - A Queda de um Anjo (Ao vivo no Teatro da Trindade)
- 1996 - Não Vou Ficar
- 1997 - Num sonho teu
- 1997 - Saber Amar (Cover dos Paralamas do Sucesso)
- 1997 - Através da Multidão
- 1998 - Color Azul (Versão castelhano)
- 2000 - Vive!
- 2000 - Hoje (EP)
- 2000 - Sharon.7tone
- 2000 - A Tempestade
- 2002 - Babilónia
- 2003 - É Preciso
- 2003 - Amanhã
- 2004 - Ouve
- 2005 - Fiat Lux (tema acústico)
- 2007 - Viver a Valer
- 2007 - Rádio Mundo
- 2007 - Para lá do Universo
- 2008 - Há Uma Razão

### Compilações
- 1991 - 1 Só Céu (CD, EMI)[4]
- 1995 - O Caminho da Felicidade (O melhor dos Delfins)
- 1998 - Azul (em castelhano)
- 2003 - O Caminho da Felicidade II (O melhor dos Delfins Vol.2)

### DVD
- 2003 - Baía de Cascais '96 - O Caminho da Felicidade ao Vivo
- 2005 - De Corpo e Alma - Acústico! - Ao Vivo no CCB
- 2010 - 25 Anos, 25 Êxitos, 1 Abraço

### Colaborações
- 1993-  As Canções de António ( Cd Warner Music) com o tema "Sempre Ausente"

- 1994 - Filhos da Madrugada Cantam José Afonso (CD, BMG Ariola) com o tema "Vejam Bem"[7]

### Livros
- 1998 - Delfins (PEA) biografia por José Manuel Simões